# Powellinia durandi
Powellinia durandi är en fjärilsart som beskrevs av Lucas 1949. Powellinia durandi ingår i släktet Powellinia och familjen nattflyn. Inga underarter finns listade i Catalogue of Life.